# オー＝ド＝フランス地域圏
オー＝ド＝フランス地域圏（オー＝ド＝フランスちいきけん、フランス語: Hauts-de-France）は、フランスの地域圏。

## 歴史
かつてのノール＝パ・ド・カレー地域圏とピカルディ地域圏が統合され、ノール＝パ・ド・カレー＝ピカルディ（フランス語: Nord-Pas-de-Calais-Picardie）として、2016年1月1日に発足した。
2015年12月に行われた2015年フランス地域圏選挙においてグザヴィエ・ベルトランが勝利したため、地域圏の行政トップに就任することになった。
ノール＝パ・ド・カレー＝ピカルディの名称は、地域圏の名称として今後使用されると決まっているわけではなかった。この名称はアルファベット順にかつての地域圏の名称を並べたにすぎず、新しい名称が国務院のデクレによって選択されるまで法律上使用されることとなっていた。2016年7月1日をもって、統合後の新地域圏議会において可決された新名称が用いられることになっていた。
2016年3月4日に行われた地域圏議会の本会議において、地域圏議会はNord-Pas-de-Calais-Picardieのサブタイトルを付加したオー＝ド＝フランス（フランス語: Hauts-de-France）の名称を採択した。

## 地理
ノール＝パ・ド・カレー＝ピカルディは、イル＝ド＝フランス地域圏とベルギーを道路網や鉄道網でつなぐ接合部分である。また、英仏海峡トンネルによってイギリスともつながっている。面積はベルギーの国土よりわずかに大きく、ノルマンディー地域圏、グラン・テスト地域圏と接している。

## 行政区画
| 名称                           | 人口(人)  | 州都/主府/本部    | 備考 |
| ------------------------------ | --------- | ----------------- | ---- |
| ノール県 Nord                  | 2,587,128 | リール Lille      |      |
| パ＝ド＝カレー県 Pas-de-Calais | 1,463,628 | アラス Arras      |      |
| ソンム県 Somme                 | 571,154   | アミアン Amiens   |      |
| エーヌ県 Aisne                 | 540,888   | ラン Laon         |      |
| オワーズ県 Oise                | 810,300   | ボーヴェ Beauvais |      |